# NGC 3325
NGC 3325 је елиптична галаксија у сазвежђу Секстант која се налази на NGC листи објеката дубоког неба.
Деклинација објекта је - 0° 11' 59" а ректасцензија 10h 39m 20,4s. Привидна величина (магнитуда) објекта NGC 3325 износи 12,4 а фотографска магнитуда 13,4. NGC 3325 је још познат и под ознакама UGC 5795, MCG 0-27-36, CGCG 9-93, NPM1G +00.0308, PGC 31689.